# 1013

## Nașteri
- Guaimar al IV-lea de Salerno, principe de Salerno (1027-1052), principe de Capua (1038-1047), duce de Amalfi (1039-1052), duce de Gaeta (1040-1041), (d. 1052)

## Decese
- Al-Zahrawi, medic, chirurg, chimist, cosmetician arab (n. 936)